# Авиола
Авиола (Aviola) e име на клон на фамилията от gens Ацилии (Acilia), известно от 3 век пр.н.е. до края на 5 век.
Известни с това име:
- Ацилий Авиола, легат на император Тиберий в Лугдунска Галия 21 г.
- Маний Ацилий Авиола (консул 54 г.), консул 54 г.
- Маний Ацилий Авиола (консул 122 г.), консул 122 г.
- Маний Ацилий Авиола (консул 239 г.), консул 239 г.